# BLCAP
BLCAP (англ. Bladder cancer associated protein) – білок, який кодується однойменним геном, розташованим у людей на короткому плечі 20-ї хромосоми. Довжина поліпептидного ланцюга білка становить 87 амінокислот, а молекулярна маса — 9 876.
| 10         |  | 20         |  | 30         |  | 40         |  | 50         |
| ---------- |  | ---------- |  | ---------- |  | ---------- |  | ---------- |
| MYCLQWLLPV |  | LLIPKPLNPA |  | LWFSHSMFMG |  | FYLLSFLLER |  | KPCTICALVF |
| LAALFLICYS |  | CWGNCFLYHC |  | SDSPLPESAH |  | DPGVVGT    |  |            |

A: Аланін

C: Цистеїн

D: Аспарагінова кислота

E: Глутамінова кислота

F: Фенілаланін

G: Гліцин

H: Гістидин

I: Ізолейцин

K: Лізин

L: Лейцин

M: Метіонін

N: Аспарагін

P: Пролін

Q: Глутамін

R: Аргінін

S: Серин

T: Треонін

V: Валін

W: Триптофан

Задіяний у таких біологічних процесах, як апоптоз, клітинний цикл. 
Локалізований у мембрані.